# (37574) 1990 QE6
(37574) 1990 QE6 là một tiểu hành tinh vành đai chính. Nó được phát hiện bởi Henry E. Holt ở Đài thiên văn Palomar ở Quận San Diego, California, ngày 25 tháng 8 năm 1990.